# Moth and Rust
Moth and Rust er en britisk stumfilm fra 1921 af Sidney Morgan.

## Medvirkende
- Sybil Thorndike som Mrs Brand
- Malvina Longfellow som Janet Black
- Langhorn Burton som Ray Meredith
- Cyril Raymond som Fred Black
- George Bellamy som MacAlpine Brand
- Malcolm Tod som Sir George Trefusis
- Ellen Nicholls som Lady Trefusis
- Phyllis Le Grand som Lady Anne Varney